# Hammaguir
Hammaguir est une localité de la commune algérienne d'Abadla dans la wilaya de Béchar, fondée en 1948 sous le nom de B-2 Hammaguir. Elle est située à 120 km au sud-ouest de Béchar.
En 1948, ce site a été choisi par l'armée française pour installer des rampes de lancements de missiles et de fusées en complément des polygones B0 et B1 du premier Centre interarmées d'essais d'engins spéciaux (CIEES) situé à Colomb-Béchar. Le site a été restitué à l'Algérie en juillet 1967, qui semble encore l'utiliser d'après les vues aériennes nocturnes de la Nasa.

## Étymologie
Son nom a été créé pour l'occasion par les militaires français et est une contraction de Hamada du Guir, de hamada, mot arabe nommant les plateaux du Sahara et de Guir, un oued voisin. 

## CIEES d'Hammaguir (1948-1967)
Les deux sites de tirs du CIEES de Colomb-Béchar n'étaient pas suffisants pour lancer de plus grands missiles. En 1948, il fut décidé de créer un autre complexe ou polygone nommé B2 à Hammaguir. Quatre rampes de lancement furent créées :
- Bacchus, site de lancement pour des fusées-sondes à propergol solide ;
- Blandine, site de lancement des fusées-sondes à propergol liquide ;
- Béatrice, utilisée pour le lancement de missiles sol-air. Il a été utilisé plus tard pour le lancement de la fusée Cora pour le programme Europa ;
- Brigitte, utilisée pour l'expérimentation des séries de fusées « pierres précieuses » (Agate, Topaze, Émeraude, Saphir, Rubis) qui ont abouti au lanceur spatial Diamant[3].

Les essais de biologie spatiale à Hammaguir ont été les premiers réalisés pour la France, avec le lancement d'êtres vivants dans une fusée-sonde Véronique dès 1961. Le site a aussi permis le lancement du premier satellite français Astérix avec une fusée Diamant en 1965 depuis le pas de tir Brigitte.

## Rampes de lancement B2
| Symbole  | Situation géographique      | Type de lanceur                                                              |
| -------- | --------------------------- | ---------------------------------------------------------------------------- |
| Bacchus  | 30° 50′ 59″ N, 3° 04′ 09″ O | Agate, Bélier, Centaure, Dragon, Topaze, VE10 Aigle                          |
| Beatrice | 30° 48′ 10″ N, 3° 01′ 04″ O | Cora                                                                         |
| Blandine | 30° 51′ 32″ N, 3° 05′ 06″ O | Véronique, Véronique 61, Vesta                                               |
| Brigitte | 30° 46′ 42″ N, 3° 03′ 14″ O | Agate, Diamant A, Émeraude, MSBS M1, Rubis, Saphir, SSBS S1 (en), VE10 Aigle |

## Accords d'Évian (1962)
Les accords d'Évian contenaient des clauses annexes dites « secrètes » autorisant la présence française prolongée pour certains sites militaires après la guerre d'Algérie. La base de lancement de fusées d'Hammaguir fut laissée à disposition des autorités françaises cinq années supplémentaires. La base fut évacuée en 1967 conformément aux accords d'Évian. Il fut lancé plus de 271 fusées depuis ce site.